# Sandwell Park
Sandwell Park är en park i Kanada.   Den ligger i Regional District of Nanaimo och provinsen British Columbia, i den sydvästra delen av landet, 3 600 km väster om huvudstaden Ottawa. Sandwell Park ligger 48 meter över havet. Den ligger på ön Gabriola Island.
Terrängen runt Sandwell Park är platt. Havet är nära Sandwell Park norrut.Närmaste större samhälle är Nanaimo, 9,1 km väster om Sandwell Park. 
Runt Sandwell Park är det glesbefolkat, med 13 invånare per kvadratkilometer.